# Boromys torrei
Печерний щур Торре (Boromys torrei) — вид гризунів родини ехімісових; зниклий вид. Проживав на Кубі й острові Пінос. Був знайдений у провінції Матанзас. Як і залишки Boromys offella, залишки цього виду знаходились в середовищі печер. Припускається, що вимер у новітню епоху після прибуття європейців, разом з якими прибули й пацюки, які спричинили вимирання виду.